# Fredrik Adam Smitt
Fredrik (Frits) Adam Smitt, född 9 maj 1839 i Halmstad, död 19 februari 1904 i Stockholm, var en svensk zoolog, kusin till Johan Vilhelm Smitt.
Smitt blev 1855 student vid Lunds universitet, tog 1862 filosofie kandidatexamen vid Uppsala universitet och promoverades 1863 till filosofie doktor samt utnämndes samma år till docent i zoologi där. År 1871 kallades han till professor och intendent vid Naturhistoriska riksmuseets avdelning för vertebrater. År 1879 var han t.f. lärare i zoologi vid Stockholms högskola. Han deltog 1861 och 1868 i de svenska expeditionerna till Svalbard och medföljde 1869 som zoolog fregatten "Josephine" på dennas expedition i Atlanten. Som bysantinsk resestipendiat idkade han 1865-67 zoologiska studier i Köpenhamn och Paris.
Han lämnade ett stort antal synnerligen värdefulla bidrag till havsbryozoernas kännedom, särskilt i Kritisk förteckning öfver Skandinaviens hafsbryozoer (i "öfversigt af Vetenskapsakademiens förhandlingar 1865-71) och i Floridan Bryozoa (i " Vetenskapsakademiens handlingar", 1871-72). Hans senare arbeten behandlar fiskarna: Preliminary Notes on the Arrangement of the Genus Gobius (i "öfversigt af Vetenskapsakademiens förhandlingar", årg. 56, 1899), Poissons d’eau douce de la Patagonie (i "Bihang till Vetenskapsakademiens handlingar", band 26, 1901) och On the Genus Lycodes (ibid., band 27, 1902). I sitt stora arbete Kritisk förteckning öfver de i Riksmuseum befintliga salmonider (i " Vetenskapsakademiens handlingar", band 51, 1886) lämnade han en genealogisk utredning av laxfiskarnas familj.
Mest uppmärksammad av hans publikationer är andra upplagan av Skandinaviens fiskar, målade af Wilhelm von Wright, beskrivna av Bengt Fries, Carl Ulric Ekström och Carl J. Sundevall (två band text, 1892, 1895, översatt till engelska av D.L. Morgan samma år). Smitts bearbetning gjorde denna upplaga till ett fullkomligt nytt verk, som genom sitt verkligen vetenskapliga, ej enbart beskrivande innehåll intar en mycket hög rang inom Sveriges biologiska litteratur; utstyrseln (nya färgplanscher av Carl Erdmann) gör arbetet till ett praktverk. Av populärt vetenskapligt innehåll är Ur de högre djurens utvecklingshistoria (1876) och Ryggradsdjurens geologiska utveckling och slägtskapsförhållanden (1882) samt ett stort antal artiklar i Nordisk familjeboks första upplaga. Dessutom översatte och bearbetade han en ny upplaga av Brehms "Djurens lif" (ryggradsdjuren, tre delar, 1882-87). Av praktisk-vetenskaplig betydelse var hans verksamhet till fiskeriernas förbättring, särskilt hans strävan att få drivgarnsfisket infört i bohuslänska sillfisket. År 1875 blev han ledamot av Vetenskapsakademien och Lantbruksakademien samt 1878 av Vetenskaps- och vitterhetssamhället i Göteborg. Smitt är begravd på Norra begravningsplatsen utanför Stockholm.

## Priser och utmärkelser
- 1885 – Letterstedtska priset för översättningen av Alfred Brehms Foglarnes lif